# Lago Head
El lago Loch Head  (en inglés: Loch Head Pond) es un cuerpo de agua ubicado en el este de la península de San Luis en el noreste de la isla Soledad, Islas Malvinas. Posee un gran tamaño y se encuentra muy cercano a la bahía Vaca por donde desagüa. También se halla cerca de la laguna del Holandés y del cabo Corrientes.